# بوم‌زادی

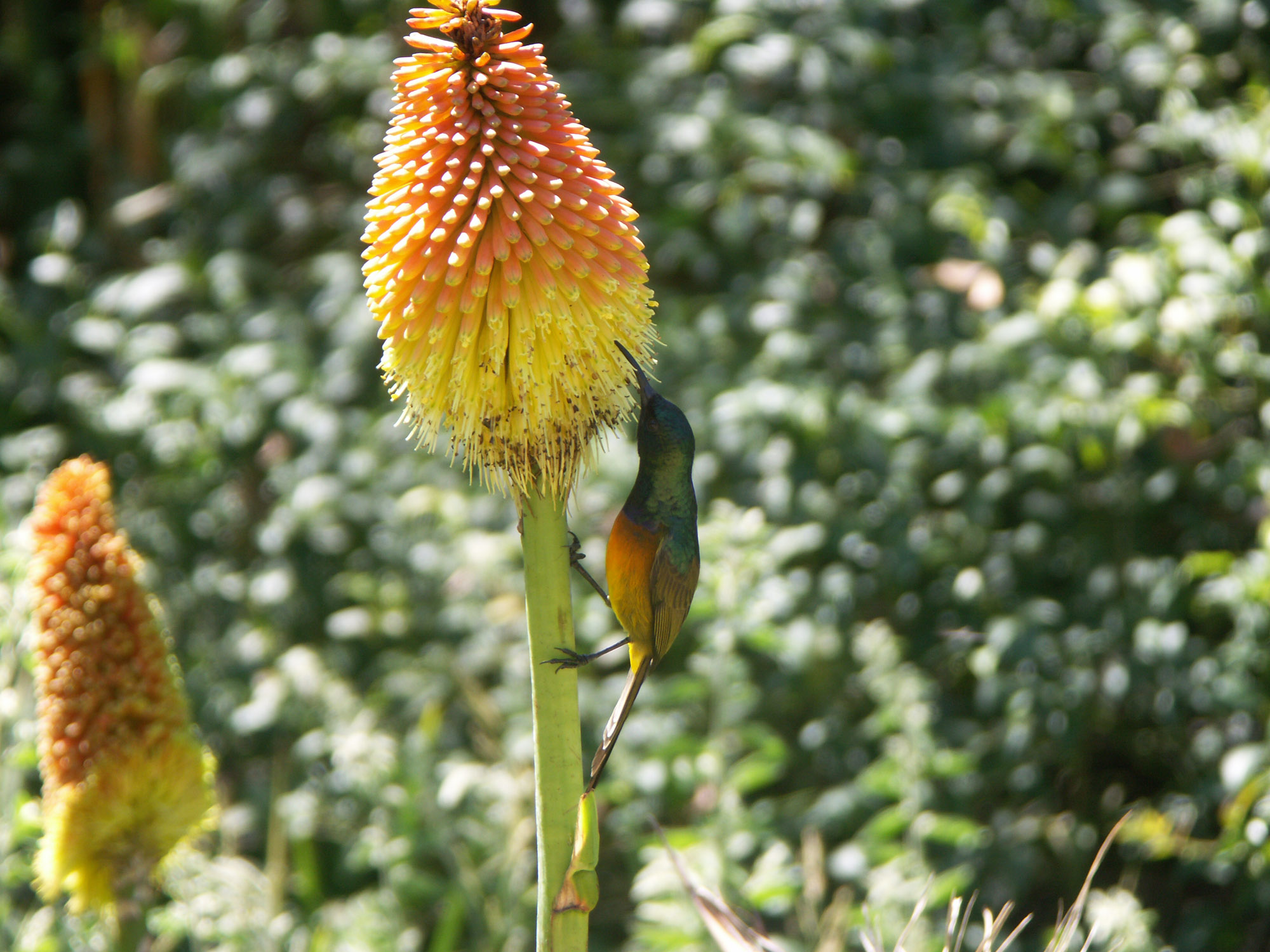
هم شهدخوار سینه‌نارنجی) و هم گیاه Kniphofia uvaria که از آن تغذیه می‌کند، هر دو منحصراً در آفریقای جنوبی یافت می‌شوند.

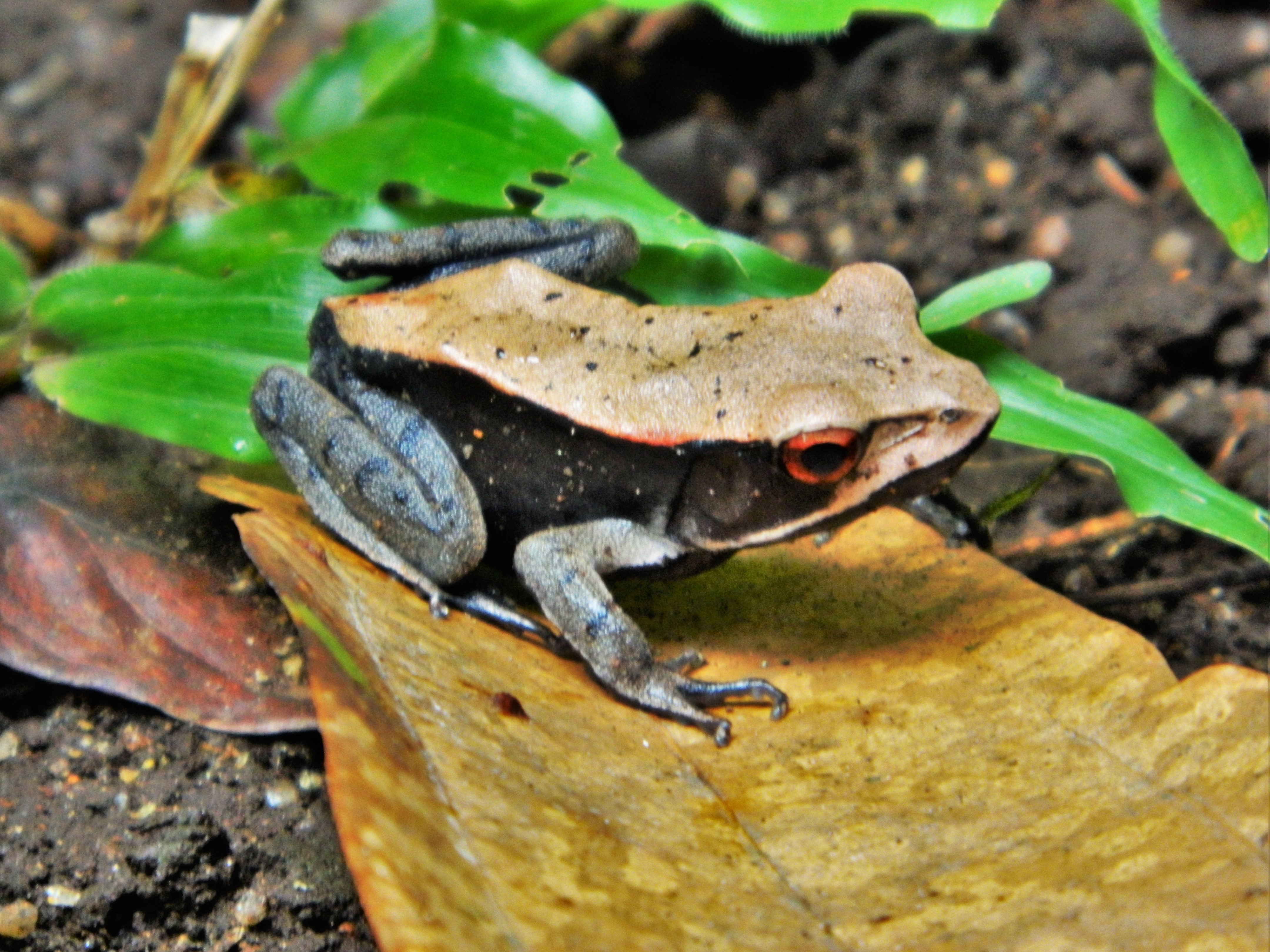
قورباغه دورنگ (Clinotarsus curtipes) بومی گات غربی هند است.

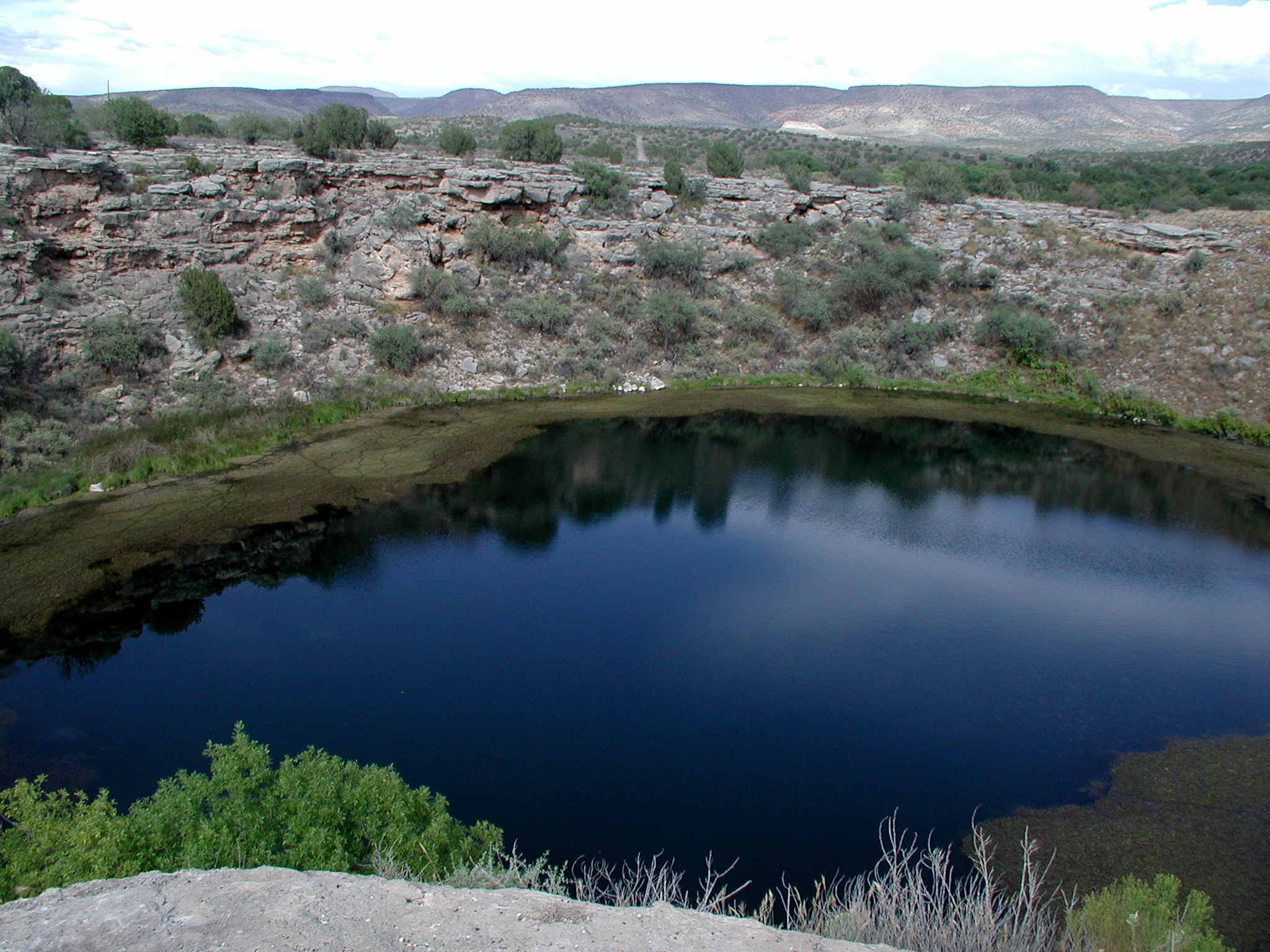
چاه Montezuma در دره Verde در آریزونا دارای حداقل پنج گونه بومی است که منحصراً در این فروچاله یافت می‌شوند.

بوم‌زادی (به انگلیسی: Endemism) وضعیت گونه‌ای است که در یک مکان جغرافیایی مشخص مانند جزیره، ایالت، ملت، کشور یا دیگر مناطق تعریف‌شده یافت می‌شود. جاندارانی که بومی یک مکان هستند، اگر در جای دیگری نیز یافت شوند، بومی آن مکان نیستند. به عنوان مثال، پرنده شکری دماغه منحصراً در جنوب غربی آفریقای جنوبی یافت می‌شود و بنابراین گفته می‌شود که در آن بخش خاص از جهان بومی است.
یک گونه بومی را می‌توان به عنوان یک بوم‌زاد یا در ادبیات علمی به عنوان یک بومی نامید. به عنوان مثال سیتیسوس یک گونه بومی از فلور ایتالیا است. زمانی باور بر این بود که Adzharia renschi یکی از بوم‌زادهای قفقاز است، اما بعداً کشف شد که یک گونه غیربومی از آمریکای جنوبی و وابسته به یک سرده متفاوت است.
نقطه مقابل یک گونه بومی، گونه‌ای است که پراکنش جهانی دارد و دارای گستره جهانی یا پهناور است.

## حفاظت
بوم‌زادها ممکن است به راحتی در معرض خطر انقراض یا انقراض قرار گیرند زیرا از پیش در پراکندگی محدود شده‌اند. برخی از دانشمندان ادعا می‌کنند که وجود گونه‌های بوم‌زاد در یک منطقه روش مناسبی برای یافتن مناطق جغرافیایی است که می‌تواند اولویت‌های حفاظتی در نظر گرفته شود. بنابراین می‌توان بوم‌زادی را به عنوان نماینده‌ای برای اندازه‌گیری تنوع زیستی یک منطقه مورد مطالعه قرار داد.